# 大都市

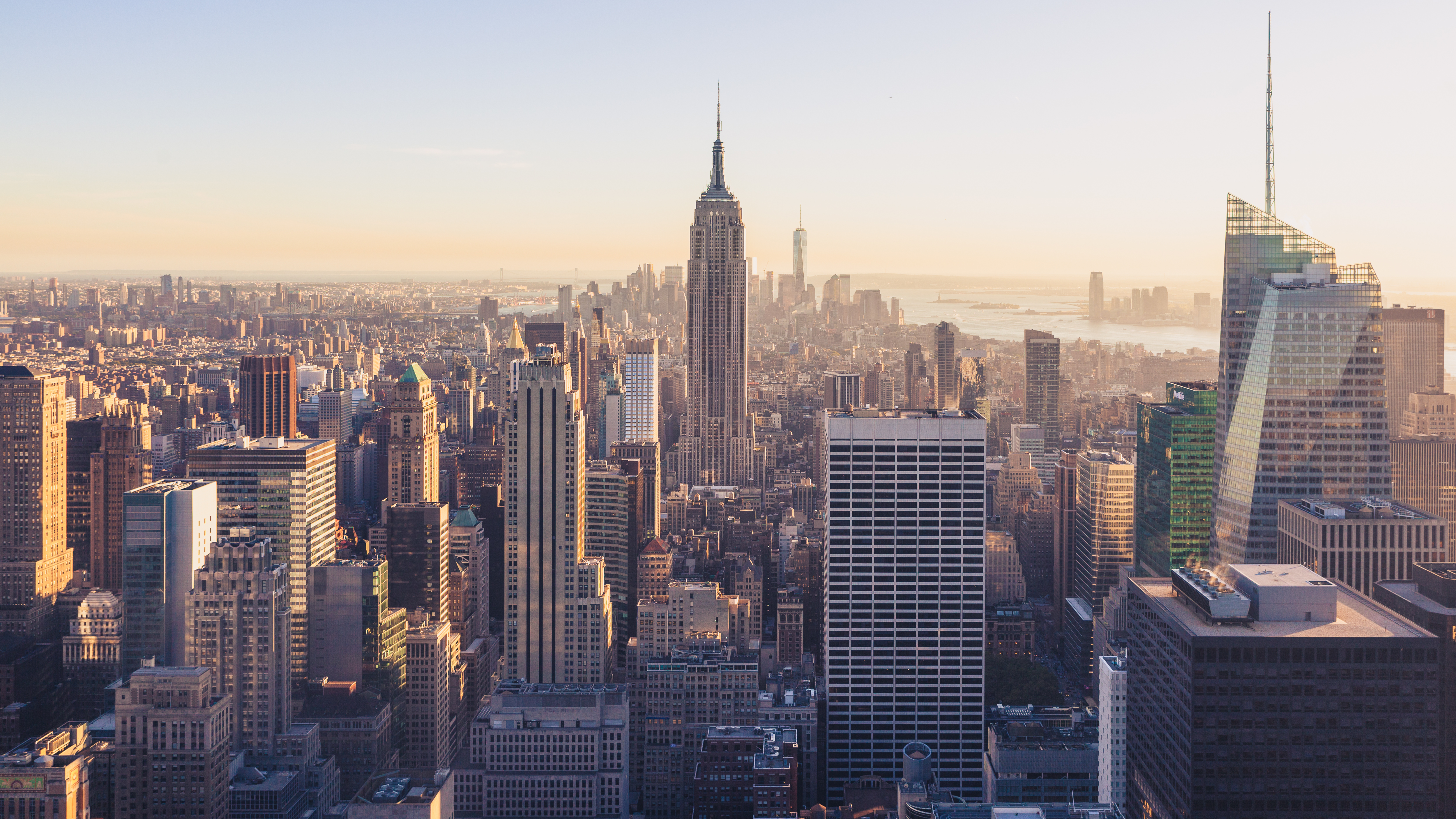
紐約市是美國最大的都市，並被認為是世界三大國際金融中心

大都市（英語：Metropolis），也稱大都會，是指在一個國家或地區內在政治、經濟和文化上具有重要地位的城市。大都市大多都具有較大的規模。有些大都市在擔當者區域間樞紐的角色，在國際上都具有很重要的地位。英語等語言中的大都市一詞來自于希臘語中meter（母親）和polis（城市）兩個詞語，合在一起就是metropolis。metropolis在當時是指在古希臘的殖民地中最早建設的都市，其大多是殖民地的政治和文化中心都市。
紐約市常被用來作為典型的大都市的例子，其在全世界的貿易、金融、媒體、藝術、時尚、研究、科技，教育和娛樂領域都有廣泛的影響力，並且被認為是世界經濟和文化首都之一。
許多大都市都和附近的衛星城連為一體，形成都市圈。大都市有時也指整個都市區。
許多的古代都市其人口規模和重要性均達到了大都市，而亞歷山卓和大馬士革更持續至今，堪稱是世界歷史最長的都市。在全球都具影響力的大都市，被稱為全球城市。

## 世界各地的大都市

### 亞洲

#### 中國大陆

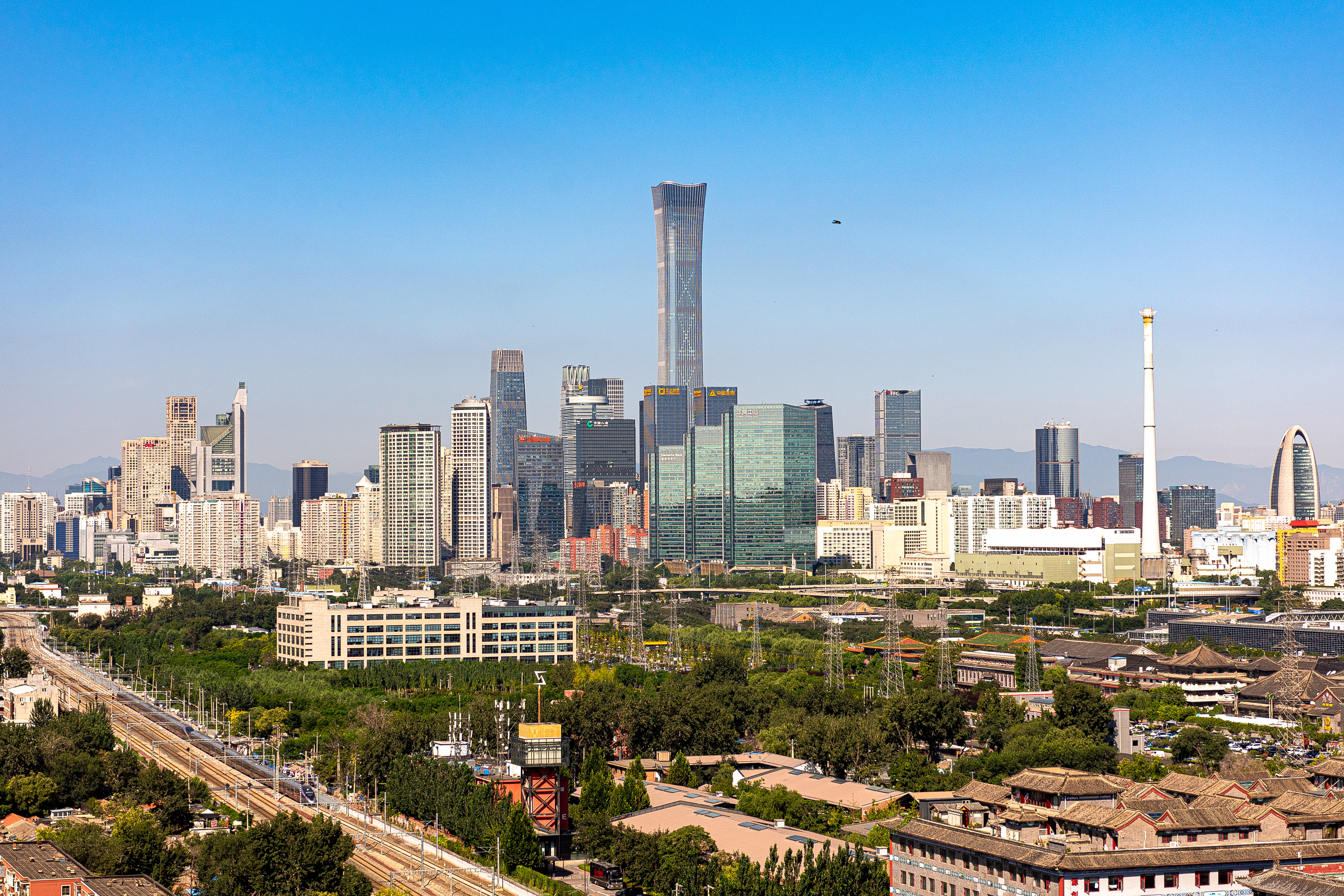
北京市国贸商圈天际线
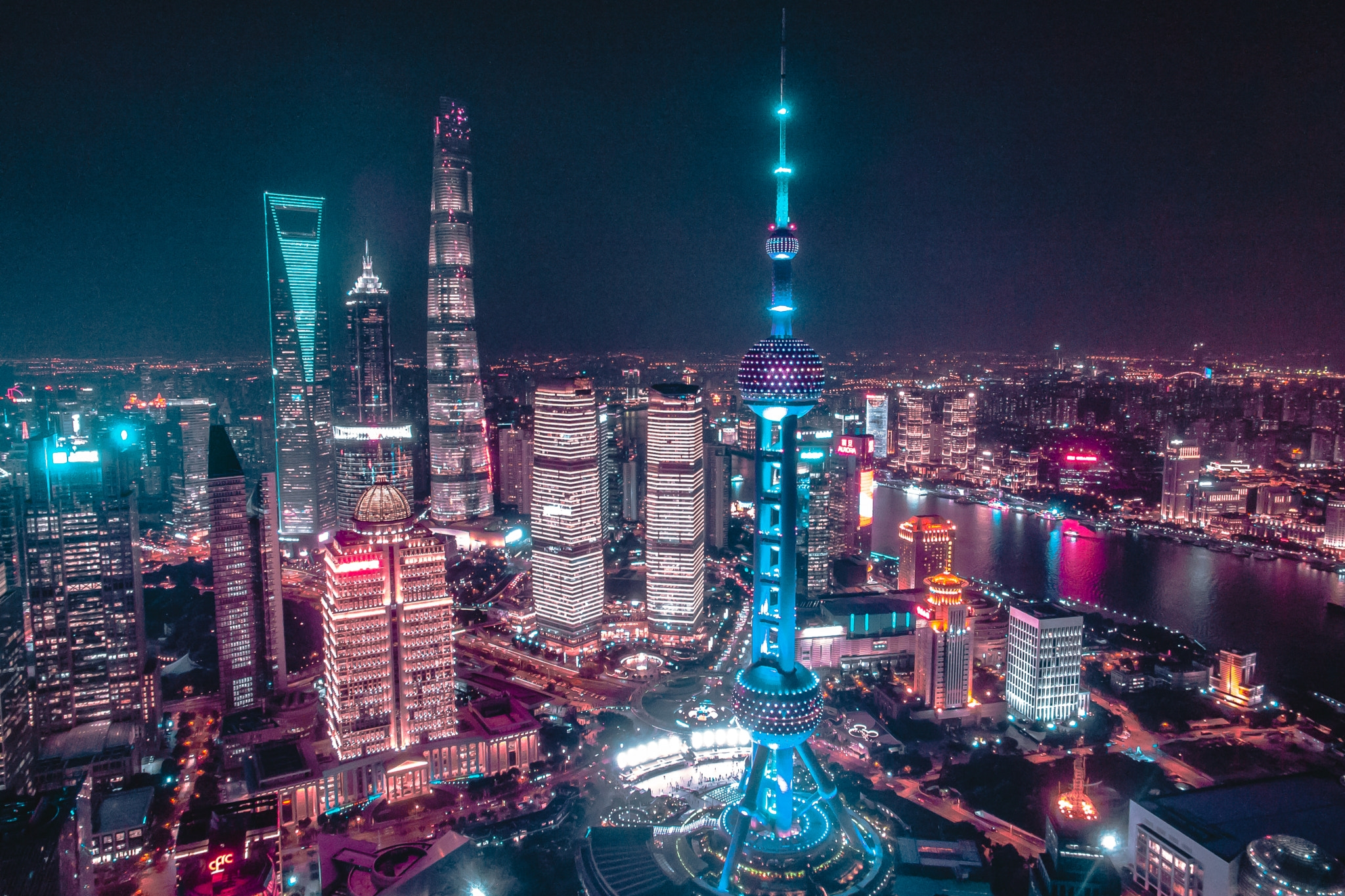
上海市陆家嘴金融贸易区
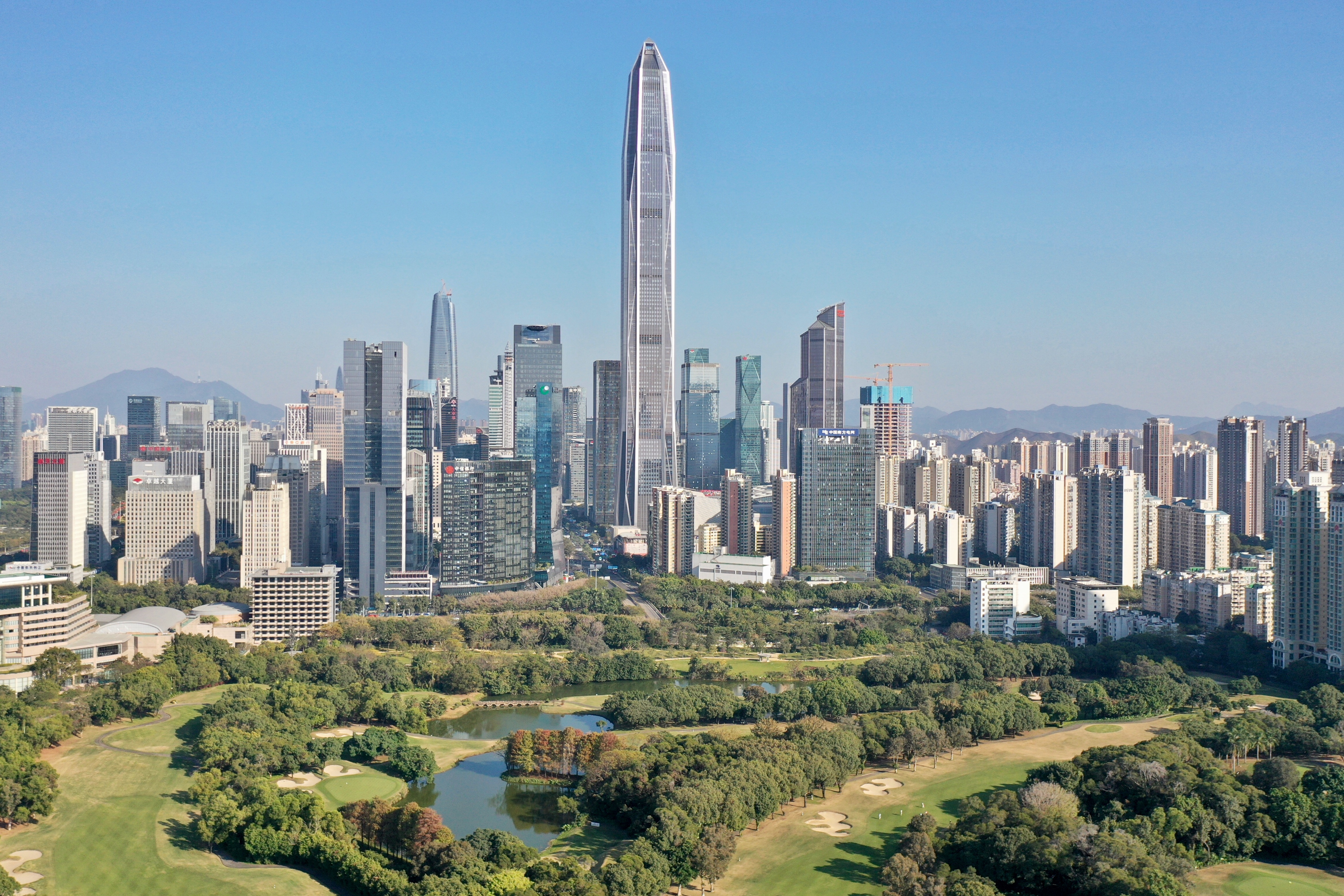
深圳市福田区CBD
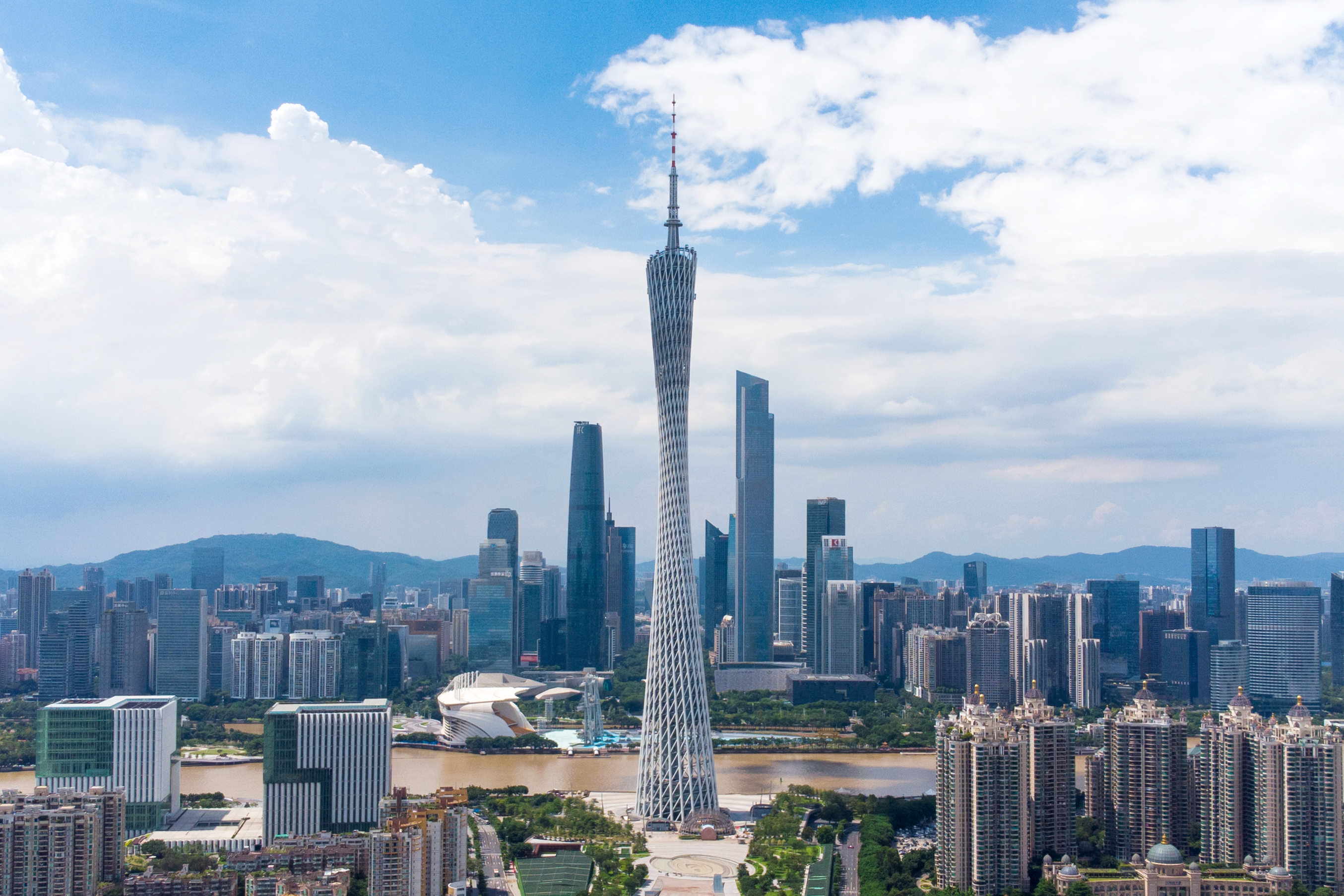
广州市珠江新城

《中華人民共和國城市規劃法》將市區非農業人口在50萬至100萬的城市定義為大城市，而人口超過100萬的城市定義為特大城市。然而這部法律已經在2008年1月1日廢止，同時頒佈的《中華人民共和國城鄉規劃法》并沒有規定相關的內容。據《2010中國統計年鑒》，中國有特大城市60個。人口較多的特大城市有東北地區的瀋陽市、大连市、长春市、哈尔滨市；華北地區的北京市、天津市；西北地區的西安市；西南地區的重慶市、成都市；中南地區的武漢市、廣州市、深圳市；華東地區的上海市、南京市、苏州市、杭州市、济南市、青岛市。其中北京、天津、上海和重慶是直轄市。
《第一财经》根据资源集聚、未来可塑等五个维度，计算170个知名品牌、互联网用户行为等大量数据，每年发布全国337座地级市的《城市商业魅力排行榜》。除了传统的北上广深，2021年的“新一线城市”按依次排名为成都、杭州、重庆、西安、苏州、武汉、南京、天津、郑州、长沙、东莞、佛山、宁波、青岛、沈阳。

#### 台灣

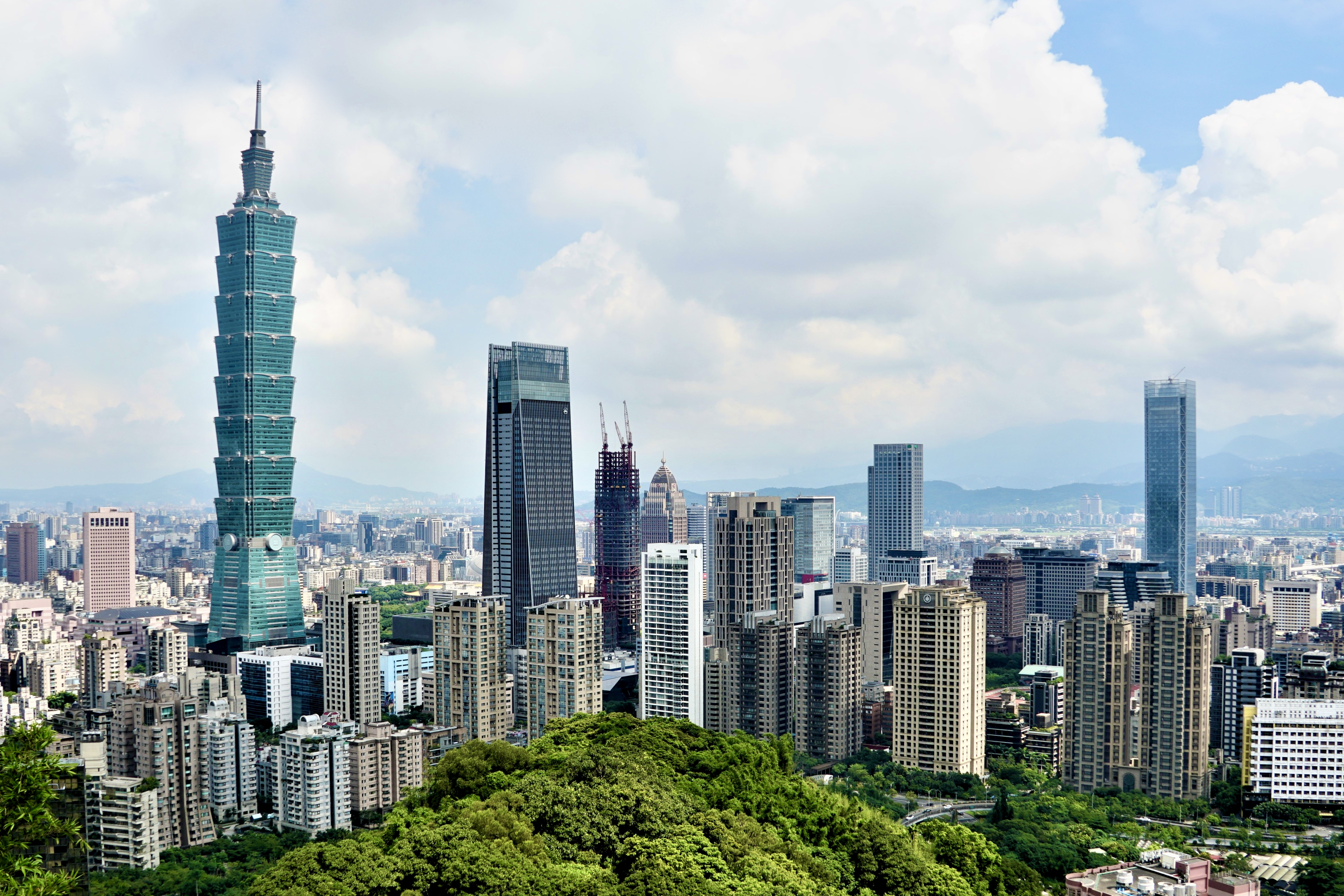
台北市

台灣的《地方制度法》規定，人口聚居達125萬人以上、縣人口聚居到達200萬人以上，且在政治、經濟、文化及都會區域發展上，有特殊需要之地區得設直轄市。臺北市是國際大都市，為臺灣在金融、經濟、政治、科技、教育、文化各領域的中心。

#### 韓國

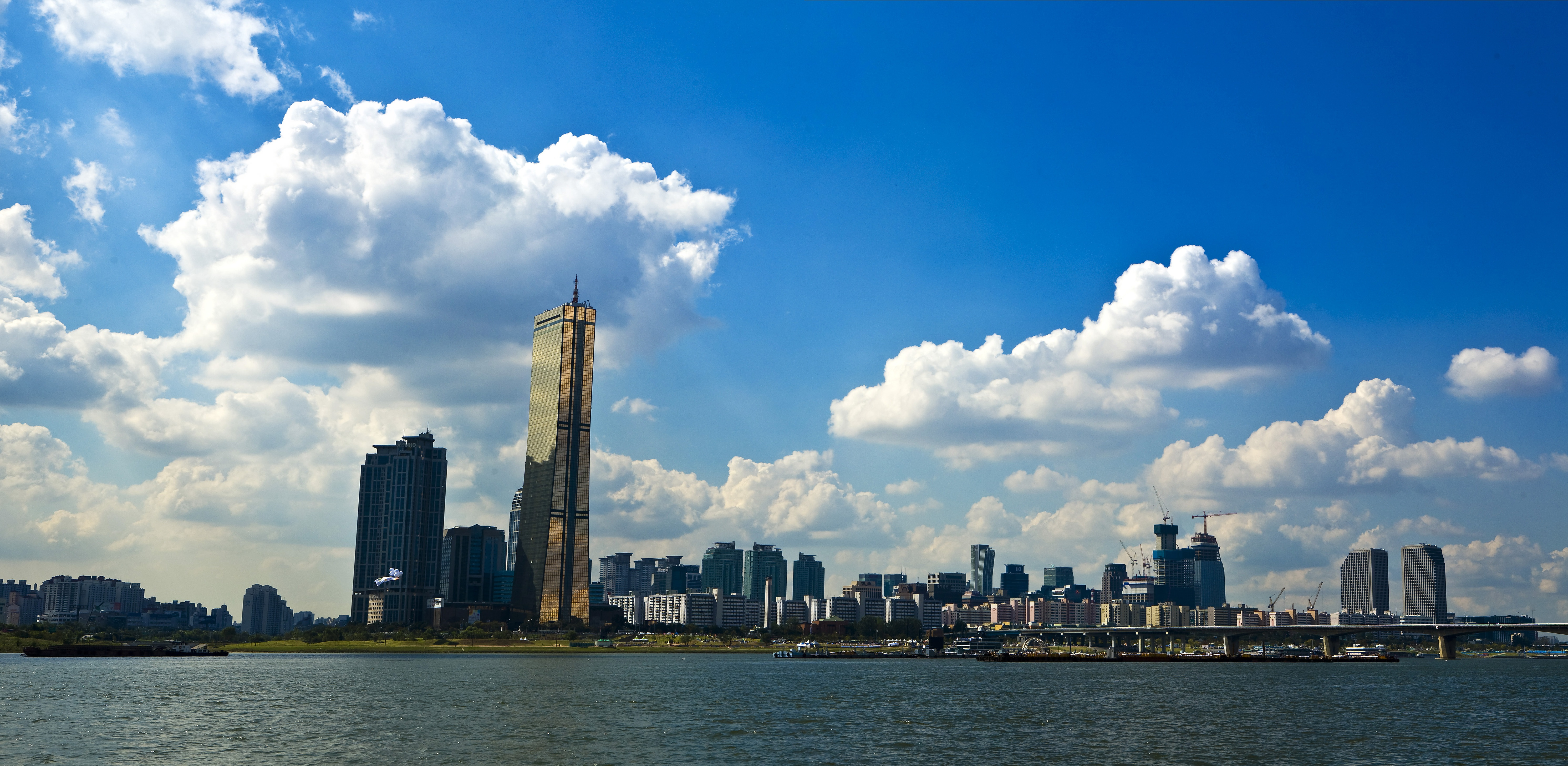
首尔特别市天際線

根据设置标准，人口聚集达100万人以上的城市为广域市。现时除了首都首尔特别市，共设有6个广域市，分别为釜山、大邱、仁川、光州、大田和蔚山。

#### 印度
在印度，以下都市被宣佈為大都市：孟買、新德里、清奈、加爾各答、班加羅爾、海德拉巴、浦那、艾哈邁達巴德、那格浦爾。這些都市的居民也可享受較多的房租補貼。印度政府定義，人口超過400萬的都市可獲得大都市資格。

#### 菲律賓
馬尼拉大都會人口估計達到1,630萬，是菲律賓人口最多的都會區，也是世界人口第11多都會區。包括馬尼拉在內，有12個城市被菲律賓國家和經濟發展管理局（NEDA）定為大都市，包括了安吉利斯、巴科洛德、碧瑶市、八打雁、卡加延德奥罗、宿霧市、達古潘、達沃市、伊洛伊洛市、那牙和奧隆阿波。

#### 日本
日本的法律將大都市稱為「都」，其在行政區劃上相當于一個縣，自治權大于普通城市。目前日本只有一個都，即東京都。截至2008年，日本有12個人口超過100萬的都市。

#### 馬來西亞
吉隆坡不僅是馬來西亞最大城市，也是馬來西亞最大都會區大吉隆坡的中心。根据马来西亚2020年人口普查报告显示，吉隆坡人口達到将近200萬。馬來西亞亦有其他15大都市，分别是莎亚南、新山、喬治市、怡保、古晋、关丹、马六甲市、芙蓉（别名花城）、哥打巴魯、哥打京那巴魯、瓜拉登嘉樓、亞羅士打、布城、加央以及纳闽。

#### 孟加拉國
在孟加拉人民共和國，有七個大都市地區，分別是達卡、吉大港、拉傑沙希、庫爾納、錫爾赫特、巴里薩爾和朗布爾。這些地區地價較高，生活水準也比國內其他地方要好。城市的市長都經由選舉產生，任期為五年。這些城市的人口密度大都超過了35,000人/平方英里。達卡是一座巨型都市，其人口超過1000萬人。

#### 巴基斯坦
在巴基斯坦，大都市有卡拉奇和拉合爾。雙子城市拉瓦爾品第/伊斯蘭堡和旁遮普省的費薩拉巴德也考慮被列為大都市。

#### 以色列
以色列主要有四個都市區：特拉維夫、耶路撒冷、海法、貝爾謝巴。

#### 香港

香港維多利亞港的夜景

香港是一個迥異於中國大陸各大城市的大都會，共有十八區。

#### 土耳其
在土耳其，大都市被稱為buyuksehir belediyesi。土耳其目前有17個大都市。

### 歐洲

#### 英國

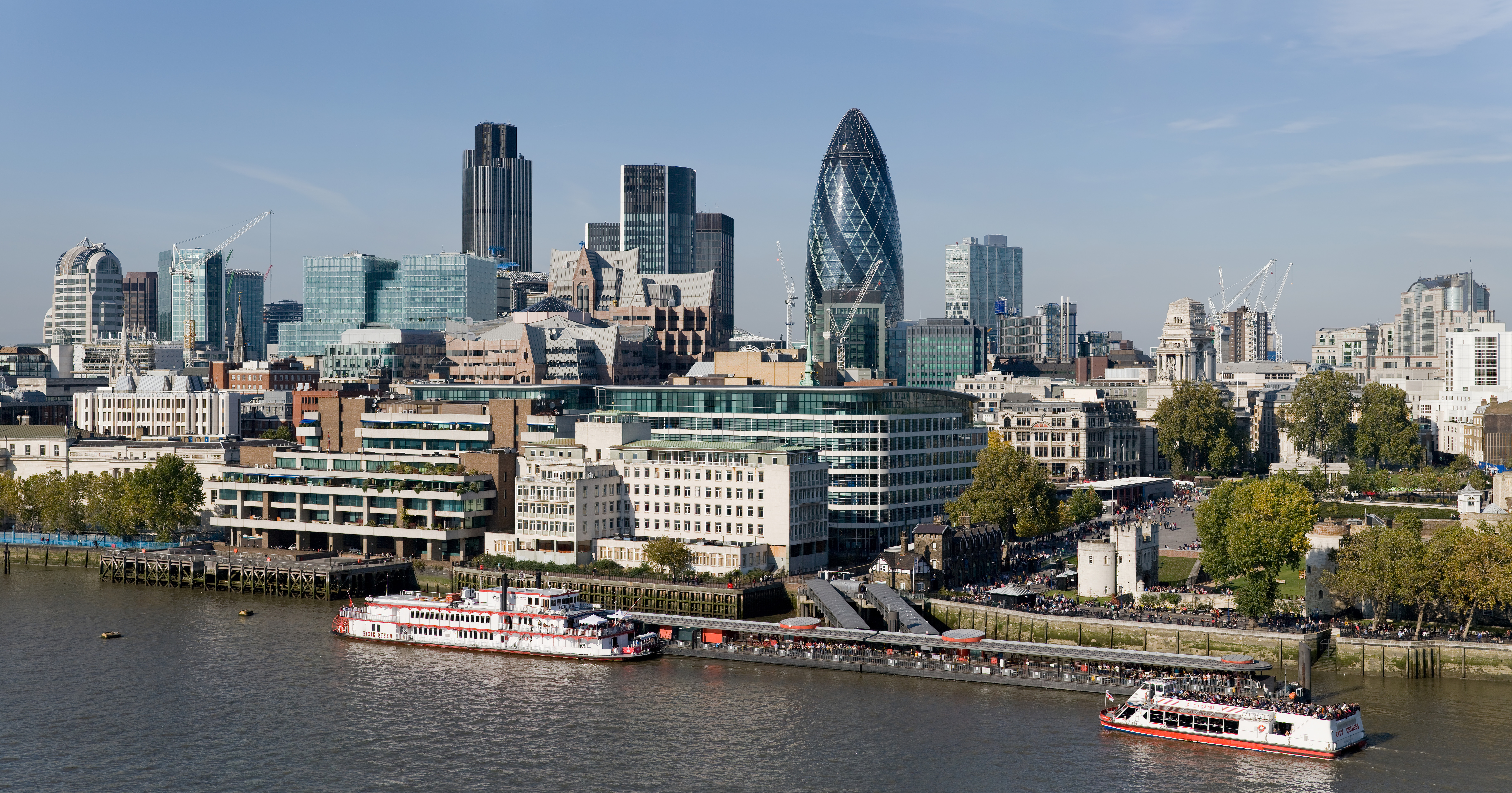
英格蘭倫敦是世界金融中心之一

在英國，歷史上the Metropolis常用來專指倫敦，或倫敦都會區。
自1974年起，英格蘭在倫敦以外設置了六個都市郡。都市郡下又可再細分為都市自治市
。英國其他的一些都會區也被認為是大都市。

#### 法國
根據法國在2014年頒布的《MAPTAM法》，「大都市」是指：市區有40萬以上人口、市區及周邊城鎮合計65萬以上人口的城市。依此標準，法國共有3個大型都市群：巴黎、里昂、馬賽，9個中型都市群：波爾多、格勒諾布爾、里爾、南特、尼斯、雷恩、魯昂、斯特拉斯堡、圖盧茲，以及4個小型都市群：南錫、佈雷斯特、蒙彼利埃、奧爾良。

#### 德國
在德國，大都市須有較大規模和重要地位。一個城市的重要性由三個指標來決定：決策制定和控制力、創新和競爭力、樞紐功能。德國有十一個大都市區：柏林-勃蘭登堡、不萊梅-奧登堡、法蘭克福-萊茵-美因、漢堡、漢諾威-不倫瑞克-哥廷根-沃爾夫斯堡、中德意志（德累斯頓、哈勒、萊比錫）、慕尼黑、紐倫堡、萊茵-盧爾、斯圖加特和萊茵-內卡。

#### 意大利
2001年，意大利憲法第五部份修改，新增加 「都會區（Aree Metropolitane）」的概念，羅馬、米蘭、都靈和那不勒斯都被定義為都會區。然而截至2009年1月，還不知道都會區是否將取代省，或只是增添至舊的行政區劃。

#### 波蘭
波蘭大都市聯盟（Unia Metropolii Polskich）設立于1990年，是一個聯合波蘭各大都市的組織。目前有12個都市參加了這個組織，其中有11個都市人口超過一百萬。如果按照人口數量來排名的話，波蘭最大的大都市是上西里西亞都會區，人口達到200萬（西里西亞都會區的人口達到500萬）。之後是華沙，其市區人口有170萬，而華沙都會區的人口有270萬。在最近數年，有提議將上西里西亞都會區的各大都市合併為一個正式的城市。

### 非洲

#### 南非
在南非，大都市區管轄都市和其衛星城地區。與之相對的是也有專門管轄農村的行政區。南非有八個大都市。

### 美洲

#### 加拿大

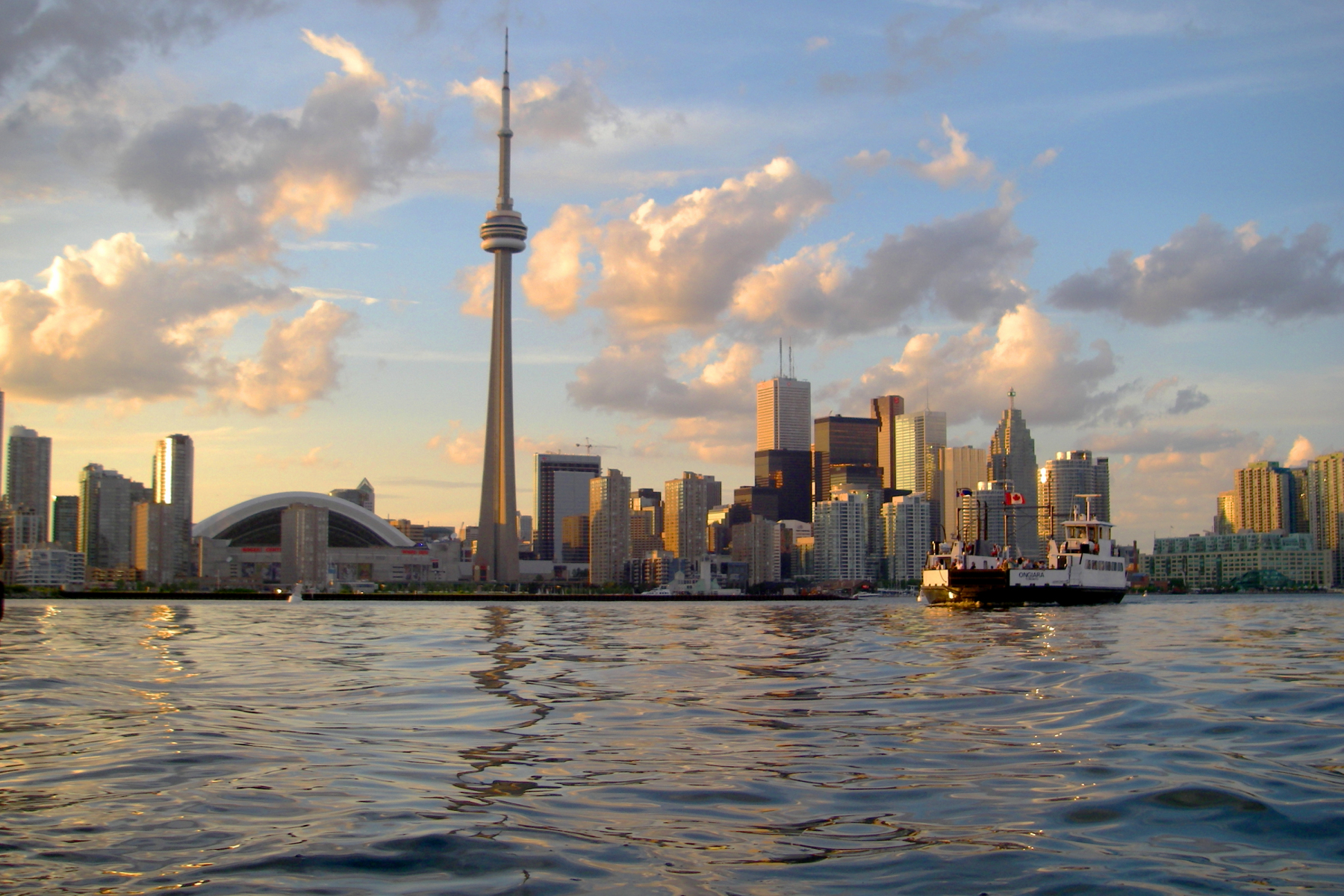
多倫多是加拿大最大的都市

加拿大統計局定義的人口普查都市區要求單個都市或一個主要城市及其相鄰各城市其人口至少要超過100,000人。加拿大的大都市有多倫多、蒙特利爾、溫哥華、卡加利、愛德蒙頓和渥太華-加蒂諾。

#### 美國
在美國，人口超過50,000人的社區可設有大都市區規劃組織，以促進基礎設施的建設，并確保財政支付能力。因此，人口是否等於或大於50,000在實際上已經是在美國界定大都市的標準。美國人口普查局還有一個類似的定義，即都市統計區，其定義為人口至少達到50,000人的都市化地區。
美國最大的五個大都市是紐約、洛杉磯、芝加哥、休斯敦和費城。

#### 巴西
在巴西，主要的大都市地區是里約熱內盧和聖保羅。這兩個大都市的人口都超過了1000萬。兩個都市的人口都持續增長，大量農村人口移民來到大都市，導致出現了貧民窟。在巴西葡萄牙語中，大都市被稱為Região Metropolitana。

### 澳洲

#### 澳大利亞
澳大利亞的大都市都會區有悉尼、布里斯班、墨爾本、阿德萊德、珀斯，以及澳大利亞的首都坎培拉。

## 外部連結
- Census.gov（页面存档备份，存于）, U.S. Census Bureau, About Metropolitan and Micropolitan Statistics
- MetroForum.com（页面存档备份，存于）, forum dedicated to discussions on metropolis
- Blog.ar2com.de, a podcast with a worldwide analysis of megacities (focus Latin America)
- E-geopolis.eu: research group, university of Paris-Diderot, France